# 모용희
연 소문황제 모용 희(燕 昭文皇帝 慕容熙, 385년 ~ 407년, 재위 : 401년 ~ 407년)는 중국 오호십육국시대 후연의 마지막 황제로, 자는 도문(道文)이며, 창려군 극성현(棘城縣) 사람이다.

## 생애
모용희는 모용수(慕容垂)의 아들이며, 모후는 황후 단씨(段氏)이다.
모용수가 거병한 뒤에 태어나 총애를 받았으며 하간왕에 책봉되었다. 398년에 용성(龍城, 지금의 요녕성 조양시)에서 모반이 일어나 모용보가 죽고 난한이 권력을 잡았는데, 13세의 모용희는 고양왕 모용숭(慕容崇)의 보호에 힘입어 살아남고 대신 요동공으로 작위가 격하되는 데 그쳤다. 곧이어 모용성이 난한을 죽이고 정권을 잡자 모용희는 하간공으로 책봉되었다.  400년에는 고구려 원정에 선봉으로 종군하여 큰 전공을 세웠으며, 이로써 모용성에게 용맹함이 모용수에 버금간다고 평가되었다.
이후 401년에 반란이 일어나 이를 진압하던 모용성이 죽자, 모용희는 태후 정씨(丁氏)의 지지를 받아 태자 모용정(慕容定)과 평원공 모용원(慕容元)을 제치고 16세의 나이로 후연의 군주가 되었다. 이는 당초 모용희가 태후 정씨와 사통하고 있었기에 가능한 일이었다. 그러나 즉위한 뒤 모용희의 총애가 귀빈 부훈영에게로 쏠리자 정씨는 이에 불만을 품고 사촌인 상서 정신(丁信)과 더불어 모용희를 폐위시키려 의논하였는데, 이를 눈치챈 모용희는 정씨를 핍박하여 자살시키고 정신을 주살하였다.
이후 귀빈 부훈영과 그녀의 언니인 귀인 부융아를 총애하여 이들이 원하는 것을 모두 들어주었는데, 이로써 용등원(龍騰苑)을 크게 짓고 그 안에 경운산(景雲山)을 조성하며 소요궁(逍遙宮), 감로전(甘露殿), 홍광문(弘光門)을 짓고 천하거(天河渠), 곡광해(曲光海), 청량지(淸涼池)를 파는 등 각종 토목공사를 남발하여 국력을 낭비하였다. 또한 부융아·부훈영 자매가 민간에 다니며 잔치를 벌이는 것을 방조하였고, 그 자신도 전국 각지로 사냥을 다니며 백성들의 부담을 가중시켰다. 또한 부융아·부훈영 자매를 황후로 삼았는데, 이 가운데 부융아가 죽자 그녀를 치료하던 왕온(王溫)을 잔인하게 죽였다.
402년부터 404년까지 고구려가 후연을 공격해 숙군성(宿軍城)과 연군(燕郡)을 공격당하자 405년에 고구려를 공격하여 요동성을 거의 함락하였으나, 성에 자신과 황후가 최초로 입성하기 위해 "성을 깎아 평지가 되길 기다려 짐이 마땅히 황후와 더불어 수레를 타고 들어가리라, 장군과 사졸은 먼저 오르지 말라"는 명령을 내리는 바람에 공략에 실패하고 퇴각하였다. 405년 12월에는 북으로 거란을 공격하러 출정하였다가 거란의 기세에 겁을 먹고 소득 없이 퇴각하였다. 그러나 황후 부훈영이 이에 따르지 않자 목표를 변경, 치중도 버리고 3천여 리를 달려 이듬해 정월에는 고구려의 목저성(木底城)을 습격하였으나 또한 실패하였다.
407년, 황후 부훈영이 사망해서 모용희는 슬픔에 빠져 관을 열고 이미 대렴까지 했는데 사망한 부훈영과 성교했다 전국에 명을 내려 눈물을 흘리고 곡하지 않는 자를 조사하여 벌을 주었으며, 거대한 무덤을 축조하고 공신들을 순장하려 하였다. 무덤이 완성되자 모용희는 맨발로 황후 부훈영을 들고 무덤 안에다 묻어두고 장례를 치루었다. 이때를 틈타 용성에서 후연의 장군 풍발이 모반을 일으켜 모용운(고운)을 추대하였다. 모반 소식을 들은 모용희는 군대를 이끌고 돌아와 용성의 북문을 공격하였으나 실패하였으며, 군대가 흩어지면서 용등원으로 달아나 숨어있던 모용희도 사로잡혀 처형되니 향년 22세였다.

## 가계
- 아버지 : 성무제 모용수
- 어머니 : 단태후
  - 본인 : 소문제 모용희
  - 배우자 : 귀빈(貴嬪) → 황후 부훈영(苻訓英, ? ~ 407년) - 404년 황후에 봉해졌다.
  - 배우자 : 귀인(貴人) → 소의 부융아(苻娀娥, ? ~ 404년) - 부훈영의 언니. 사후 민황후로 추존되었다.

## 모용희가 등장한 작품
- 《광개토태왕》(KBS, 2011년~2012년, 배우 : 조인표)

## 참고 문헌
- 《위서(魏書)》
- 《진서(晉書)》
- 《자치통감(資治通鑑)》

| 전임 조카 소무제 모용성 | 제5대 후연의 황제(천왕) 401년 ~ 407년 | 후임 (북연) 양조카 혜의제 고운 |